# Arvid Nyholm
Arvid Frederick Nyholm, né le 12 juillet 1866 à Stockholm et mort le 14 novembre 1927 à Chicago, un artiste suédo-américain, principalement connu comme portraitiste et paysagiste.

## Biographie
Fils de l'imprimeur Fredrik Nyholm et d'Amalia Petronella Wahlberg, il est marié depuis 1887 à Amelie Josephina Grönander. Après une période d'études d'architecture à l'École royale polytechnique, il change d'orientation et, en 1887, devient élève de l'atelier de décoration de théâtre de Brolin, tout en prenant des cours particuliers de peinture avec Gösta Krehl. Il est admis à l'Académie royale suédoise des Beaux-Arts, où il étudie de 1889 à 1891 avant de s'inscrire à l'école du Konstnärsförbund, où il devient l'élève d'Anders Zorn. À la fin de l'année 1892, il émigre en Amérique, s'installant d'abord à New York avant de déménager à Chicago en 1903. Au cours de ses premières années en Amérique, il retourne en Europe pour une visite et étudie quelque temps à l'Académie Colarossi à Paris. Il se fait connaître comme portraitiste accompli, peignant notamment les portraits de John Ericsson pour la National Gallery, du gouverneur A. O. Eberhart pour le State Capitol de St. Paul, du sénateur Cummins pour l'Iowa Historical Society et de l'industriel Ogden Armour. Il a participé à un grand nombre d'expositions de collections américaines, où il a été honoré à plusieurs reprises. Intéressé par le monde associatif, il a été membre de plusieurs associations, dont l'Académie américaine des beaux-arts, et a été l'un des fondateurs de la Swedish-America Art Association en 1905. Dans le contexte suédois, il participe aux expositions d'art américano-suédois et est représenté dans l'exposition itinérante américano-suédoise présentée en Suède en 1920 et dans l'exposition d'art américano-suédois à Göteborg en 1923. Outre les portraits, il peint également des paysages à l'huile ou à l'aquarelle et des graphiques sous forme d'eaux-fortes. Outre plusieurs musées aux États-Unis, il est représenté au Nationalmuseum de Stockholm.